# Enemies of Reality
Az Enemies of Reality című album az amerikai Nevermore együttes ötödik nagylemeze, amely 2003-ban jelent meg a Century Media kiadó gondozásában. Ez az egyetlen Nevermore-album, amelynek Kelly Gray volt a producere. A zenekar egyik legkeményebb lemezét a másfél évvel korábban rákban elhunyt, és a death metal egyik nagy egyéniségeként tisztelt Chuck Schuldiner emlékének ajánlotta, akinek Death nevű együttesével 1995-ben turnézott együtt a Nevermore.
A 2000-es Dead Heart in a Dead World után elsőre sokaknak csalódást okozott az Enemies of Reality kíméletlen durvasága, de ennek elsősorban a lemez hangzása volt az oka. Eredetileg ismét Andy Sneap lett volna a lemez producere, de a Century Media nem biztosította az ehhez szükséges anyagi feltételeket, mivel a kiadó és az együttes közötti lemezszerződés az Enemies of Reality elkészültével lejárt. A lemezfelvétel levezénylésére a korábban Queensrÿche-lemezeken dolgozott Kelly Gray-t kérték fel, akinek végül a munkájával se a zenekar, se a rajongók nem voltak teljes mértékben megelégedve.
A hangzásbeli problémákat két évvel később orvosolták, amikor 2005 márciusában a Century Media kiadta az album Andy Sneap által újrakevert és remasterelt változatát. Az eredeti CD-ket minimális áron cserélték be a borítóján negatívba fordított színekkel megjelenő felújított változatra, melyen az időközben a Nevermore-hoz csatlakozott Steve Smyth (ex-Vicious Rumors, Testament) gitáros is feljátszott néhány szólamot.

## Az album dalai
1. Enemies of Reality – 5:11
2. Ambivalent – 4:12
3. Never Purify – 4:03
4. Tomorrow Turned into Yesterday – 4:35
5. I, Voyager – 5:48
6. Create the Infinite – 3:38
7. Who Decides – 4:15
8. Noumenon – 4:37
9. Seed Awakening – 4:30

### Bónusz DVD, limitált kiadás, 2003
1. Believe in Nothing (video)
2. Next in Line (video)
3. What Tomorrow Knows (video)
4. Engines of Hate (live 2001)
5. Beyond Within (live 2001)

### Multimédia bónuszok, "Re-mixed & Re-mastered" kiadás, 2005
1. Enemies of Reality (video)
2. I, Voyager (video)
3. Enemies of Reality (live at Wacken 2004)

## Közreműködők
- Warrel Dane – ének
- Jeff Loomis – gitár
- Jim Sheppard – basszusgitár
- Van Williams – dobok
- Steve Smyth – gitár (csak a 2005-ös újrakiadáson)

## Külső hivatkozások
- Nevermore hivatalos honlap Archiválva 2005. augusztus 15-i dátummal a Wayback Machine-ben
- Nevermore a MySpace-en
- Nevermore a Last.fm-en